# Granite State (Breaking Bad)
"Granite State" es el decimoquinto episodio de la quinta temporada de la serie de televisión Breaking Bad, de la cadena AMC, además de ser el penúltimo capítulo de la serie. Escrito y dirigido por Peter Gould, se emitió originalmente el 22 de septiembre de 2013 en Estados Unidos y Canadá. Es el segundo episodio más visto de toda la serie, solo superado por el final de la misma. Cuenta con la aparición especial del actor Robert Forster.

## Trama
Ed Galbraith (Robert Forster) se prepara para llevar a Walter (Bryan Cranston) a otro estado para darle una nueva identidad. Mientras Walter espera en el taller de reparación de aspiradoras, presiona a Saul Goodman (Bob Odenkirk) para que se vaya con el y aunque en un inicio logra intimidarlo, un ataque frenético de tos en su persona, provoca que pierda el control de la situación y Goodman se va por su cuenta. 
El grupo de Jack (Michael Bowen) entra por la fuerza a la casa (en ese momento vacía) de Marie (Betsy Brandt) y recupera la cinta de confesión que Jesse hizo a Hank (Dean Norris) y Steven Gomez (Steven Michael Quezada). Ya con ella en sus manos, Jack decide asesinar a Jesse, pero Todd lo convence a cambiar de idea bajo el argumento de que este puede ser útil para volver a cocinar metanfetamina. Jack replica que con el dinero que le han robado a Walt ya no es necesario regresar al negocio nunca más, hasta que se da cuenta de que Todd únicamente quiere seguir en el para impresionar a Lydia (Laura Fraser). Jack entonces acepta la idea y comienzan a utilizar a Jesse manteniéndolo como prisionero en un sótano que incluye un laboratorio casero. 
Al darse cuenta de que Skyler (Anna Gunn) conoce a Lydia, Todd y otros miembros de la pandilla entran a su casa para amenazarla, y aunque Lydia está convencida de que Skyler terminará por hablar con la policía, Todd la convence de no abandonar el negocio al revelarle que puede entregarle metanfetamina con una pureza de 92%.
Jesse utiliza un clip para cortar las cadenas que lo tienen amarrado y logra salir del sótano, sin embargo antes de poder escapar es descubierto por la pandilla. Desesperado, Jesse dice que prefiere que lo asesinen ahí mismo a seguir siendo prisionero. Acto seguido, Jack lo lleva amordazado a la calle en donde se encuentra la casa de Andrea y su hijo. En el lugar Todd finge ser un conocido y la asesina de un tiro en la cabeza frente a Jesse quien mira todo desde el automóvil estacionado en la esquina. Mientras llora desconsolado, Jack le dice que se calme o también matará al niño. La pandilla regresa a Jesse al sótano bajo esta amenaza.
Ed lleva a Walt a una cabaña apartada en New Hampshire y le dice que lo visitará mensualmente para llevarle comida y suministros; le advierte que corre el riesgo de ser capturado si abandona la cabaña. Unos meses más tarde, un Walt desarreglado tiene ya una barba y una cabellera llenas de pelo. Ed le informa a Walt que Skyler está usando su apellido de soltera y trabaja como despachadora de taxis de tiempo parcial. También le dice que hay una persecución a nivel nacional para encontrarlo y que su casa abandonada es ahora una especie de atracción turística.
Luego de que Ed se va, Walt mete $ 100,000 dólares en una caja de cartón y regresa a la ciudad. Se detiene en el bar local y le paga a una camarera para que llame a la escuela de Walt Jr. haciéndose pasar por Marie. Walt intenta reconciliarse con Walt Jr., quien ha cambiado su nombre por el de Flynn y le dice que va a enviarle dinero a través de su amigo Louis para que él lo de a su madre. Walt Jr. se enfurece, culpa a Walt por la muerte de Hank y le dice con rabia que desearía que fuera el quien estuviera muerto, luego le cuelga el teléfono. Emocionalmente abatido, Walt llama a la división de la DEA de Albuquerque rindiéndose y luego dejando el teléfono descolgado para que puedan rastrear su ubicación.
Mientras espera su detención, comienza a beber y mirar la televisión. En ese momento ve un programa en donde sus antiguos socios Gretchen y Elliott Schwartz están siendo entrevistados. En el segmento, la pareja discute sus contribuciones caritativas a la rehabilitación por abuso de drogas y señalan que la metanfetamina azul de Walt todavía se está distribuyendo en el país. Después, niegan cualquier participación de Walter en la fundación de la compañía Grey Matter Technologies, mintiendo a la audiencia sobre el papel fundamental de Walt en los inicios de la empresa. Walt observa el televisor y motivado por la ira, abandona el lugar. Cuando la policía llega, el ya no está ahí.

## Producción
El 18 de septiembre de 2013, se anunció que tanto "Granite State" como "Felina" durarían 75 minutos, incluidos 22 minutos de comerciales. El título del episodio se refiere al nombre ficticio que se le da a New Hampshire, que es donde se reubica a Walt al recibir una nueva identidad. Partes de la escena de la llamada telefónica entre Walt y Walt Jr. tuvieron que volver a filmarse, esto porque durante el la filmación se coló el sonido de un avión pasando.
Este episodio marca la aparición final de Bob Odenkirk  como Saul Goodman. Odenkirk regresó en este personaje en la precuela derivada de Breaking Bad titulada Better Call Saul. En el episodio, Saul le dice a Walt: "Si tengo suerte, dentro de un mes, en el mejor de los casos, manejaré un Cinnabon en Omaha". El guionista del episodio, Peter Gould dijo que esto era simplemente una frase desechable ya que Better Call Saul aún no había sido planeada. Sin embargo, una vez que se dio luz verde a esta segunda serie, se decidió mostrar en el flashback que Saul se ha convertido en un gerente de una sucursal de Cinnabon en Omaha.
Para filmar la parte en la que Charlie Rose entrevista a Gretchen Schwartz y Elliott Schwartz, el equipo envió un correo electrónico a uno de los productores de Charlie Rose y luego recibió una respuesta directa de Charlie Rose: "Me encanta tu programa y me encanta Vince Gilligan".
La cronología de los eventos inmediatamente anteriores y durante este episodio se exploró más a través de escenas retrospectivas en la película secuela de 2019 El Camino: A Breaking Bad Movie , y en tres episodios de la serie derivada mencionada anteriormente Better Call Saul (siendo estos los de la Temporada 4 "Quite a Ride", "Wine and Roses" de la temporada 6 y el final de la serie "Saul Gone").

## Recepción
El episodio fue visto por 6.58 millones de espectadores en su transmisión original. Fue generalmente aclamado, y los críticos destacaron cómo el cambio más lento de ritmo del episodio "Ozymandias" de la semana anterior permitió una narrativa más contemplativa en Granite State. Peter Gould fue nominado para el premio Writers Guild of America Award for Television: Episodic Drama por este capítulo.
La actuación invitada de Robert Forster le valió el premio Saturn al mejor papel protagonista invitado en serie de televisión. Por otra parte The Ringer clasificó a "Granite State" como el séptimo mejor de los 62 episodios de Breaking Bad.

## Lectura complementaria
- Tim Goodman (22 de septiembre de 2013). «'Breaking Bad' Deconstruction, Ep. 15: 'Granite State'». The Hollywood Reporter.